# اندیس آنومالی تویسرکان ۱
آنومالی تویسرکان ۱ یک اندیس فلزی است که در حوالی شهر تویسرکان استان همدان قرار دارد و مادهٔ معدنی موجود در آن، طلا است.  